# Monte Mandara
Il Monte Mandara (sanscrito Mandaranchal) è una montagna che appare nel Samudra manthan dei Purāṇa, dove viene usata come un bastone per mescolare l'Oceano di Latte. Nel processo il serpente Vasuki fece da corda.

## Purana
I Purana citano vari posti sacri sulla montagna che si crede essere la dimora di Krishna nella figura di Madhusudana ("distruttore di Madhu"), così detto per l'uccisione del demone Madhu che fu sepolto sotto di esso.